# Открытый чемпионат Японии по теннису 2010

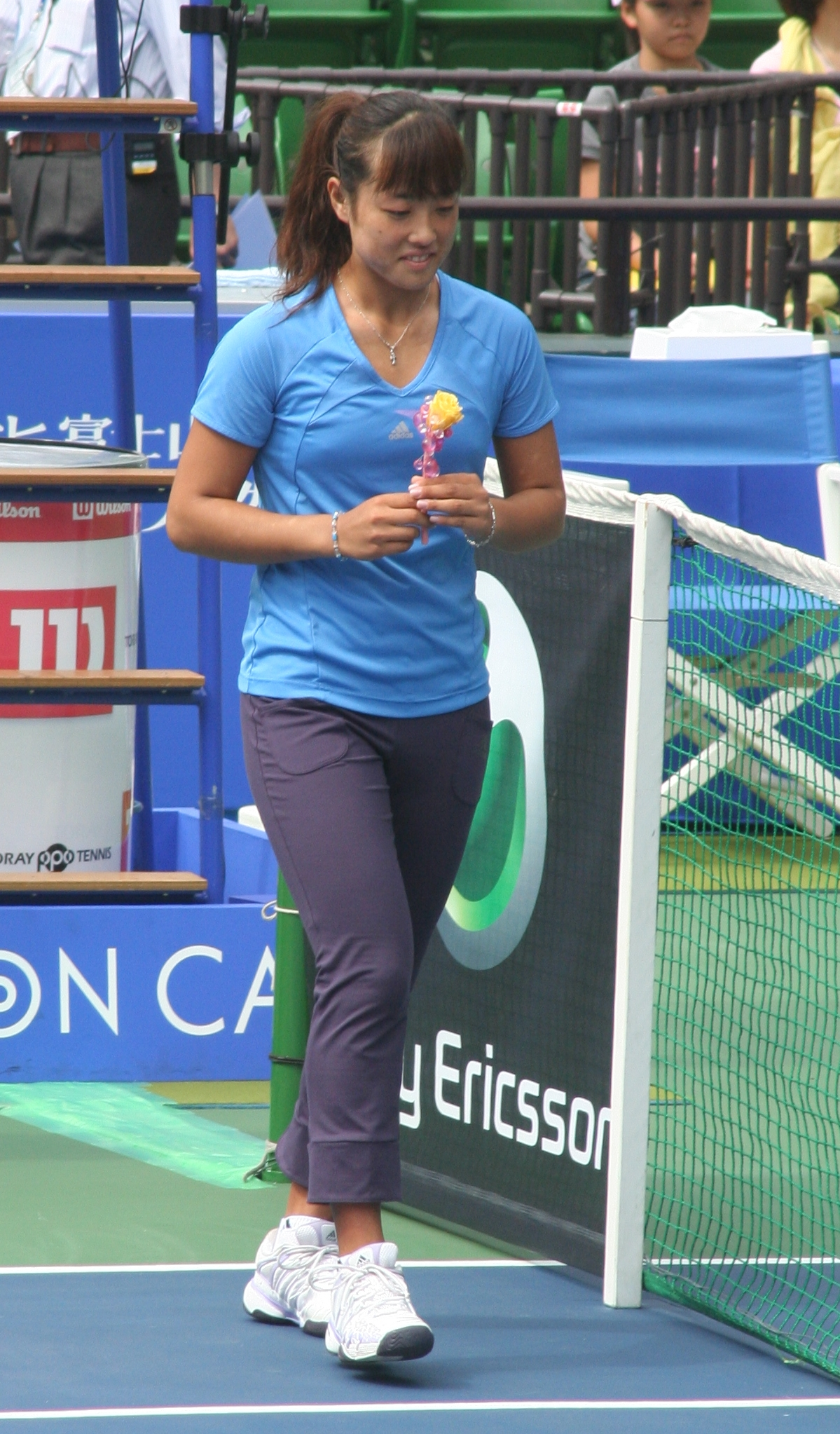
Чемпионка одиночного турнира у женщин — японка Аюми Морита

Открытый чемпионат Японии 2010 — ежегодный профессиональный теннисный турнир в серии ATP 500 для мужчин и в серии турниров ITF для женщин.
Соревнование традиционно проводится на открытых хардовых кортах в Токио, Япония.
Соревнования прошли с 4 по 10 октября.
Прошлогодние победители:
- мужской одиночный разряд —  Жо-Вильфрид Тсонга
- женский одиночный разряд —  Жюли Куэн
- мужской парный разряд —  Юрген Мельцер /  Юлиан Ноул
- женский парный разряд —  Аюми Морита /  Чжань Юнжань

## Соревнования

### Мужчины. Одиночный турнир
Рафаэль Надаль обыграл  Гаэля Монфиса со счётом 6-1, 7-5.
- Надаль выигрывает свой 7й титул в сезоне и впервые это соревнования столь низкого уровня.
- Монфис уступает оба своих финала в этом сезоне испанцам.

### Женщины. Одиночный турнир
Аюми Морита обыграла  Джилл Крейбас со счётом 6-3, 7-5.
- Морита впервые за 22,5 месяца выигрывает одиночный турнир.
- Крейбас впервые за 32 месяца в одиночном финале.

### Мужчины. Парный турнир
Эрик Буторак /  Жан-Жюльен Ройер обыграли  Андреаса Сеппи /  Дмитрия Турсунова со счётом 6-3, 6-2.
- Буторак с третьей попытки выигрывает парный турнир в сезоне.
- Ройер впервые выигрывает парный турнир ATP.

### Женщины. Парный турнир
Джилл Крейбас /  Тамарин Танасугарн обыграли  Урсулу Радваньскую /  Ольгу Савчук со счётом 6-3, 6-1.
- Крейбас с третьей попытки побеждает в финале соревнования тура федерации.
- Танасугарн выигрывает 3-й титул в сезоне и 7-й за карьеру в туре федерации.